# Estêvão Radoslau
Estêvão Radoslau Nemânica Ducas (em sérvio cirílico Стефан Радослав, ou às vezes também Stefan Radoslav; 1192-1234) foi um rei sérvio de 1228 até sua morte em 1234, soberano da dinastia Nemânica. Era segundo filho de Estêvão II Nemânica. Estêvão se sentia mais grego do que sérvio em razão da educação bizantina que recebeu de sua mãe Eudóxia. Isto se sabe graças a sua correspondência com seu sogro, Teodoro Comneno Ducas, déspota do Epiro. Acabou por casar-se com Ana, filha de Teodoro.
Estêvão Radoslau, durante seu curto reinado, repousava sobre a experiência de seu tio São Sava, quem o ajudou em todos os domínios; ele deveria reinar por muito tempo sobre a Sérvia, mas em razão de sua fragilidade e de sua tolerância laxista, perdeu rapidamente o trono. Após a derrota de seu sogro em 1230, na batalha de Klokotnitsa, face aos búlgaros de João Asen II (r. 1218-1241), o déspota do Epiro não mais o apoiou.
Em 1233, os nobres sérvios se aproveitaram para derrubá-lo e Radoslau, "o Bizantino", se refugiou em Ragusa e Durazzo. Ele se escondeu sob o nome de João no Mosteiro de Studenica. Não teve filhos com Ana. Seu irmão mais novo, Estêvão Ladislau I da Sérvia, sucedeu-o no trono da Sérvia.
Estêvão Radoslau foi sepultado no Mosteiro de Studenica em 1234. 